# Gare d'Oufa
 (février 2023).
Si vous disposez d'ouvrages ou d'articles de référence ou si vous connaissez des sites web de qualité traitant du thème abordé ici, merci de compléter l'article en donnant les références utiles à sa vérifiabilité et en les liant à la section « Notes et références ».
La gare de Oufa (en russe : Станция Уфа) est une gare ferroviaire russe, située dans la ville de Oufa, en Bachkirie, en Russie.

## Histoire
Elle a été ouverte en 1888.